# Tuszyn
Tuszyn es un municipio de Polonia, en el distrito de Łódź Oriental, Voivodato de Łódź. Se extiende por una área de 23,25 km², con 7 262 habitantes, según los censos de 2016, con una densidad de 312,3 hab/km².